# أديلبرت ديلبروك

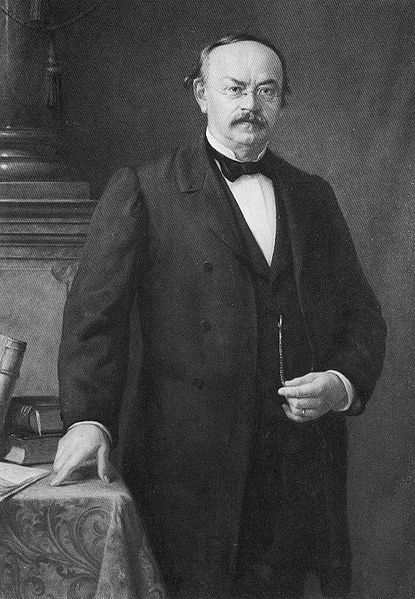
أديلبرت ديلبروك مؤسس البنك الألماني

أديلبرت ديلبروك (بالألمانية: Adelbert Delbrück) رجل أعمال ومصرفي ألماني ولد في 16 يناير 1822 في ماغدبورغ ورحل في 29 مايو 1890 في كريوتسلينقن) كان مؤسس البنك الألماني، أما والده قوتليب ديلبروك (1777- 1842) فكان موظف في مدينة ماغدبورغ وأمين في الجامعة المحلية.

## حياته
درس ديلبروك اللاهوت والقانون على النقيض من ذلك تماما لتقاليد الأسرة، خبرته في قطاع الأعمال والقطاع المصرفي جعلته يعتقد أن بطاقة ائتمان تحتاج إليها المصارف في ألمانيا.